# Championnat FIA GT 2005
Navigation
Édition précédente Édition suivante
La saison 2005 du Championnat FIA GT est la neuvième édition de cette compétition. Elle se déroule du 10 avril au 25 novembre 2005. Elle comprend onze manches dont les 24 Heures de Spa. Elle a consacré le pilote suisse Gabriele Gardel ainsi que l'équipe Vitaphone Racing Team.

## Calendrier
| Manche | Course                    | Circuit                         | Date                  |
| ------ | ------------------------- | ------------------------------- | --------------------- |
| 1      | Monza Supercar 500        | Autodromo Nazionale di Monza    | 10 avril              |
| 2      | Magny-Cours Supercar 500  | Circuit de Nevers Magny-Cours   | 1er mai               |
| 3      | RAC Tourist Trophy        | Circuit de Silverstone          | 15 mai                |
| 4      | Imola Supercar 500        | Autodromo Enzo e Dino Ferrari   | 29 mai                |
| 5      | Brno Supercar 500         | Autodrom Brno Masaryk           | 26 juin               |
| 6      | Proximus 24 Heures de Spa | Circuit de Spa-Francorchamps    | 30 juillet 31 juillet |
| 7      | Oschersleben Supercar 500 | Motorsport Arena Oschersleben   | 28 août               |
| 8      | Istanbul Supercar 500     | Otodrom Istanbul Park           | 18 septembre          |
| 9      | Zhuhai Supercar 500       | Circuit international de Zhuhai | 23 octobre            |
| 10     | Motorcity GT 500          | Dubai Autodrome                 | 18 novembre           |
| 11     | Bahrain Supercar 500      | Circuit international de Sakhir | 25 novembre           |

## Résultats

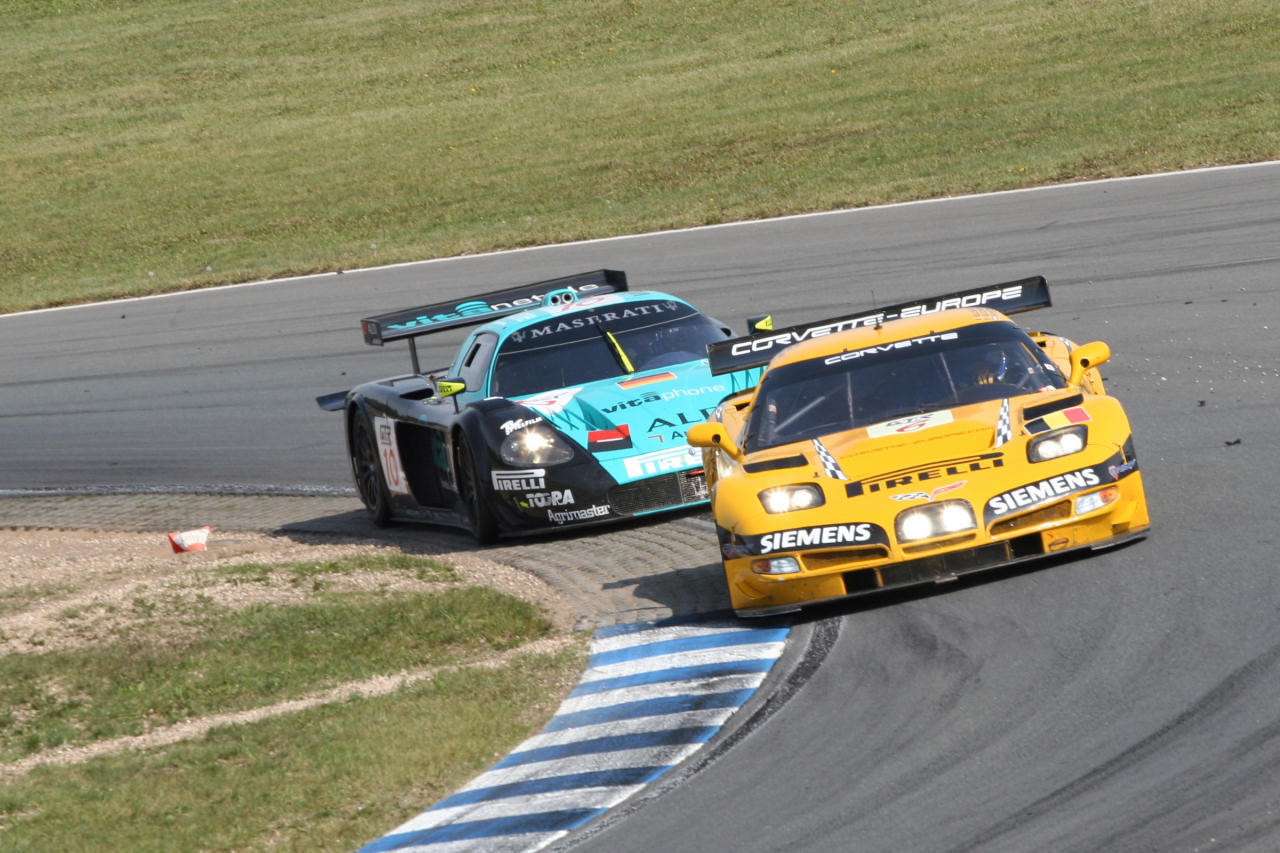
Une Corvette C5-R du GLPK-Carsport devant une Maserati MC12 du Vitaphone Racing Team durant la manche d'Oschersleben.

| Manche | Circuit      | Équipe gagnante GT1                             | Équipe gagnante GT2                    | Résultats |
| Manche | Circuit      | Pilotes vainqueurs GT1                          | Pilotes vainqueurs GT2                 | Résultats |
| ------ | ------------ | ----------------------------------------------- | -------------------------------------- | --------- |
| 1      | Monza        | #11 Larbre Compétition                          | #66 GruppeM Racing                     | Résultats |
| 1      | Monza        | Pedro Lamy Gabriele Gardel                      | Marc Lieb Mike Rockenfeller            | Résultats |
| 2      | Magny-Cours  | #15 JMB Racing                                  | #88 GruppeM Racing                     | Résultats |
| 2      | Magny-Cours  | Andrea Bertolini Karl Wendlinger                | Tim Sugden Emmanuel Collard            | Résultats |
| 3      | Silverstone  | #29 Aston Martin Racing                         | #66 GruppeM Racing                     | Résultats |
| 3      | Silverstone  | Pedro Lamy Peter Kox                            | Marc Lieb Mike Rockenfeller            | Résultats |
| 4      | Imola        | #6 GLPK-Carsport                                | #88 GruppeM Racing                     | Résultats |
| 4      | Imola        | Bert Longin Anthony Kumpen Mike Hezemans        | Marc Lieb Mike Rockenfeller            | Résultats |
| 5      | Brno         | #11 Larbre Compétition                          | #66 GruppeM Racing                     | Résultats |
| 5      | Brno         | Pedro Lamy Gabriele Gardel                      | Marc Lieb Mike Rockenfeller            | Résultats |
| 6      | Spa          | #9 Vitaphone Racing Team                        | #66 GruppeM Racing                     | Résultats |
| 6      | Spa          | Timo Scheider Michael Bartels Eric van de Poele | Marc Lieb Mike Rockenfeller Lucas Luhr | Résultats |
| 7      | Oschersleben | #10 Vitaphone Racing Team                       | #88 GruppeM Racing                     | Résultats |
| 7      | Oschersleben | Thomas Biagi Fabio Babini                       | Tim Sugden Emmanuel Collard            | Résultats |
| 8      | Istanbul     | #9 Vitaphone Racing Team                        | #88 GruppeM Racing                     | Résultats |
| 8      | Istanbul     | Timo Scheider Michael Bartels                   | Tim Sugden Emmanuel Collard            | Résultats |
| 9      | Zhuhai       | #6 GLPK-Carsport                                | #66 GruppeM Racing                     | Résultats |
| 9      | Zhuhai       | Bert Longin Anthony Kumpen Mike Hezemans        | Marc Lieb Mike Rockenfeller            | Résultats |
| 10     | Dubai        | #11 Larbre Compétition                          | #88 GruppeM Racing                     | Résultats |
| 10     | Dubai        | Pedro Lamy Gabriele Gardel                      | Tim Sugden Emmanuel Collard            | Résultats |
| 11     | Bahreïn      | #17 Russian Age Racing                          | #66 GruppeM Racing                     | Résultats |
| 11     | Bahreïn      | Christophe Bouchut Antonio García               | Marc Lieb Mike Rockenfeller            | Résultats |

## Classements
Lors des 24 Heures de Spa, les points sont octroyés au bout des 6 et des 12 premières heures de courses ainsi qu'à la fin de l'épreuve, selon un barème particulier.

### Championnat pilotes
Les points sont octroyés aux 8 premiers classés de chaque catégorie dans l'ordre 10–8–6–5–4–3–2–1.

#### Classements GT1
Gabriele Gardel remporte le championnat avec un total de 75 points.

#### Classements GT2
Marc Lieb et Mike Rockenfeller remportent le championnat avec un total de 102 points.

### Championnat des équipes
Les points sont octroyés aux 8 premiers classés de chaque catégorie dans l'ordre 10–8–6–5–4–3–2–1. Les points sont obtenus par deux voitures maximum pour chaque équipe.

#### Classements GT1
| Pos | Équipe                 | Voiture                                     | Moteur                                   | Mc 1 | Mc 2 | Mc 3 | Mc 4 | Mc 5 | Mc 6 | Mc 7 | Mc 8 | Mc 9 | Mc 10 | Mc 11 | Total |
| --- | ---------------------- | ------------------------------------------- | ---------------------------------------- | ---- | ---- | ---- | ---- | ---- | ---- | ---- | ---- | ---- | ----- | ----- | ----- |
| 1   | Vitaphone Racing Team  | Maserati MC12 GT1                           | Maserati 6,0 L V12                       | 14   | 14   | 16   | 6    | 4    | 28   | 10   | 18   | 11   | 12    | 4     | 137   |
| 2   | JMB Racing             | Maserati MC12 GT1                           | Maserati 6,0 L V12                       | 9    | 12   | 11   | 9    | 11   | 15   | 12   | 8    | 3    | 5     | 8     | 103   |
| 3   | Larbre Compétition     | Ferrari 550 GTS Maranello                   | Ferrari 5,9 L V12                        | 13   | 7    | 5    | 8    | 10   | 19   | 2    | 3    | 8    | 10    | 6     | 91    |
| 4   | GLPK-Carsport          | Chevrolet Corvette C5-R                     | Chevrolet 7,0 L V8                       |      | 5    |      | 10   | 5    |      | 6    | 4    | 10   | 6     | 6     | 52    |
| 5   | GPC Sport              | Ferrari 575 GTC Maranello                   | Ferrari 6,0 L V12                        |      |      | 4    | 3    | 6    | 2.5  | 3    | 5    | 4    | 3     | 3     | 33.5  |
| 6   | Russian Age Racing     | Ferrari 550 GTS Maranello Aston Martin DBR9 | Ferrari 5,9 L V12 Aston Martin 6,0 L V12 |      | 1    | 1    |      | 1    |      |      | 1    |      | 1     | 10    | 15    |
| 7   | Graham Nash Motorsport | Saleen S7-R                                 | Ford 7,0 L V8                            | 1    |      | 2    | 2    |      | 4.5  |      |      |      |       |       | 9.5   |
| 8   | Rennstal Excelsior     | Chevrolet Corvette C5-R                     | Chevrolet 7,0 L V8                       |      |      |      |      |      | 8    |      |      |      |       |       | 8     |
| 9   | Konrad Motorsport      | Saleen S7-R                                 | Ford 7,0 L V8                            |      |      |      |      |      |      | 5    |      |      |       | 2     | 7     |
| 10  | Lister Racing          | Lister Storm                                | Jaguar 7,0 L V12                         | 2    |      |      |      | 2    |      |      |      |      | 2     |       | 6     |
| 11  | Reiter Engineering     | Lamborghini Murciélago R-GT                 | Lamborghini 6,0 L V12                    |      |      |      |      |      |      | 1    |      |      |       |       | 1     |

#### Classements GT2
| Pos | Équipe                     | Voiture                   | Moteur               | Mc 1 | Mc 2 | Mc 3 | Mc 4 | Mc 5 | Mc 6 | Mc 7 | Mc 8 | Mc 9 | Mc 10 | Mc 11 | Total |
| --- | -------------------------- | ------------------------- | -------------------- | ---- | ---- | ---- | ---- | ---- | ---- | ---- | ---- | ---- | ----- | ----- | ----- |
| 1   | GruppeM Racing             | Porsche 911 GT3 RSR (996) | Porsche 3,6 L Flat-6 | 18   | 18   | 13   | 18   | 10   | 25   | 18   | 18   | 18   | 10    | 14    | 180   |
| 2   | Proton Competition         | Porsche 911 GT3 RS (996)  | Porsche 3,6 L Flat-6 | 3    |      | 4    | 5    | 5    | 11   | 6    | 5    |      | 5     | 1     | 45    |
| 3   | Ebimotors                  | Porsche 911 GT3 RS (996)  | Porsche 3,6 L Flat-6 | 6    |      |      | 4    | 3    |      | 4    | 6    | 6    | 4     | 6     | 39    |
| 4   | Czech National Team        | Porsche 911 GT3 R (996)   | Porsche 3,6 L Flat-6 |      |      |      | 3    | 6    | 7.5  | 5    | 4    | 2    |       |       | 27.5  |
| 5   | GPC Sport                  | Ferrari 360 Modena GT     | Ferrari 3,6 L V8     |      |      | 5    |      |      |      | 3    | 2    |      |       | 8     | 18    |
| 6   | Embassy Racing (en)        | Porsche 911 GT3 RSR (996) | Porsche 3,6 L Flat-6 |      |      | 8    |      |      | 9.5  |      |      |      |       |       | 17.5  |
| 7   | Autorlando Sport           | Porsche 911 GT3 RSR (996) | Porsche 3,6 L Flat-6 |      |      |      |      |      | 16   |      |      |      |       |       | 16    |
| 8=  | Renauer Motorsport Team    | Porsche 911 GT3 RS (996)  | Porsche 3,6 L Flat-6 | 4    |      |      |      | 8    |      |      |      |      |       |       | 12    |
| 8=  | Autoracing Club Bratislava | Porsche 911 GT3 R (996)   | Porsche 3,6 L Flat-6 |      |      |      |      | 4    |      |      | 3    | 3    |       | 2     | 12    |
| 8=  | Spyker Squadron b.v.       | Spyker C8 Spyder GT2-R    | Audi 3,8 L V8        |      |      |      |      |      |      |      |      | 4    | 8     |       | 12    |
| 11= | Scuderia Ecosse            | Ferrari 360 Modena GT     | Ferrari 3,6 L V8     |      | 11   |      |      |      |      |      |      |      |       |       | 11    |
| 11= | Team LNT                   | TVR Tuscan T400R          | TVR 4,0 L I6         |      | 5    | 6    |      |      |      |      |      |      |       |       | 11    |
| 11= | JMB Racing                 | Ferrari 360 Modena GT     | Ferrari 3,6 L V8     |      |      |      |      | 2    |      |      |      |      | 6     | 3     | 11    |
| 11= | Lammertink Racing          | Porsche 911 GT3 RSR (996) | Porsche 3,6 L Flat-6 |      |      |      | 6    |      |      |      |      |      |       | 5     | 11    |
| 15= | Machanek Racing            | Porsche 911 GT3 RS (996)  | Porsche 3,6 L Flat-6 | 5    |      |      |      |      |      |      |      |      |       |       | 5     |
| 15= | Team Eurotech              | Porsche 911 GT3 RS (996)  | Porsche 3,6 L Flat-6 |      | 5    |      |      |      |      |      |      |      |       |       | 5     |
| 15= | Noble Group Gruppe M       | Porsche 911 GT3 RSR (996) | Porsche 3,6 L Flat-6 |      |      |      |      |      |      |      |      | 5    |       |       | 5     |
| 18  | Sebah Automotive, Ltd.     | Porsche 911 GT3 R (996)   | Porsche 3,6 L Flat-6 |      |      | 2    |      |      |      |      |      |      |       |       | 2     |
| 19  | Cirtek Motorsport          | Ferrari 360 Modena GT     | Ferrari 3,6 L V8     |      |      | 1    |      |      |      |      |      |      |       |       | 1     |

### Coupe des constructeurs

#### Classements GT1
| Pos | Constructeur | Mc 1 | Mc 2 | Mc 3 | Mc 4 | Mc 5 | Mc 6 | Mc 7 | Mc 8 | Mc 9 | Mc 10 | Mc 11 | Total |
| --- | ------------ | ---- | ---- | ---- | ---- | ---- | ---- | ---- | ---- | ---- | ----- | ----- | ----- |
| 1   | Maserati     | 23   | 26   | 27   | 15   | 15   | 42   | 22   | 26   | 14   | 17    | 12    | 239   |
| 2   | Ferrari      | 13   | 8    | 10   | 11   | 17   | 17   | 5    | 9    | 12   | 14    | 9     | 125   |
| 3   | Corvette     |      | 5    |      | 10   | 5    | 8    | 6    | 4    | 10   | 6     | 6     | 60    |
| 4   | Saleen       | 1    |      | 2    | 2    |      | 3    | 5    |      |      |       | 2     | 15    |
| 5   | Aston Martin |      |      |      |      |      |      |      |      |      |       | 10    | 10    |
| 6   | Lister       | 2    |      |      |      | 2    |      |      |      |      | 2     |       | 6     |
| 7   | Lamborghini  |      |      |      |      |      |      | 1    |      |      |       |       | 1     |

#### Classements GT2
| Pos | Constructeur | Mc 1 | Mc 2 | Mc 3 | Mc 4 | Mc 5 | Mc 6 | Mc 7 | Mc 8 | Mc 9 | Mc 10 | Mc 11 | Total |
| --- | ------------ | ---- | ---- | ---- | ---- | ---- | ---- | ---- | ---- | ---- | ----- | ----- | ----- |
| 1   | Porsche      | 29   | 23   | 25   | 29   | 29   | 58   | 29   | 29   | 29   | 19    | 25    | 324   |
| 2   | Ferrari      |      | 11   | 6    |      | 2    |      | 3    | 2    |      | 6     | 11    | 41    |
| 3   | Spyker       |      |      |      |      |      |      |      |      | 4    | 8     |       | 12    |
| 4   | TVR          |      | 5    | 6    |      |      |      |      |      |      |       |       | 11    |